# 25156 Shkolnik
25156 Shkolnik è un asteroide della fascia principale. Scoperto nel 1998, presenta un'orbita caratterizzata da un semiasse maggiore pari a 2,6418256 UA e da un'eccentricità di 0,0336172, inclinata di 1,19769° rispetto all'eclittica.